# Liste des chefs d'État de la Tanzanie
Cet article présente la liste des chefs d'État de la Tanzanie depuis l'indépendance du Tanganyika en 1961.
De 1961 à 1962, le chef de l'État — en vertu de la Constitution de 1961 — est la reine du Tanganyika, Élisabeth II, qui est également reine du Royaume-Uni et des autres royaumes du Commonwealth. La reine est alors représentée dans le pays par un gouverneur général, parfois considéré comme le chef d'État de facto. Lorsque le Tanganyika devient une république au sein du Commonwealth à la suite de l'adoption de la Constitution de 1962, le monarque et le gouverneur général sont remplacés par un président élu au suffrage universel direct et détenteur du pouvoir exécutif. Après la révolution de Zanzibar, qui met fin au sultanat de Zanzibar en janvier 1964, la République populaire de Zanzibar s'unit au Tanganyika continental pour former la République unie du Tanganyika et de Zanzibar, rebaptisée par la suite République unie de Tanzanie.
L'actuelle titulaire est Samia Suluhu depuis le 19 mars 2021. Elle devient présidente en sa qualité de vice-présidente à la suite de la mort de John Magufuli, devenant la première femme à occuper cette fonction.

## Royaume (1961-1962)

### Reine
L'ordre de succession au trône est le même que l'ordre de succession au trône britannique.
| No | Portrait     | Titulaire                | Règne           | Règne           | Règne | Dynastie | Premiers ministres |
| No | Portrait     | Titulaire                | Début           | Fin             | Durée | Dynastie | Premiers ministres |
| -- | ------------ | ------------------------ | --------------- | --------------- | ----- | -------- | ------------------ |
| 1  | Élisabeth II | Élisabeth II (1926-2022) | 9 décembre 1961 | 9 décembre 1962 | 1 an  | Windsor  | Nyerere Kawawa     |

### Gouverneur général
Le gouverneur général est le représentant du monarque au Tanganyika et exerce la plupart de ses pouvoirs. Le gouverneur général est nommé pour un mandat indéfini, servant à la discrétion du monarque. Quand le Tanganyika obtient son indépendance par la loi de 1961 sur l'indépendance du Tanganyika, plutôt que d'être d'abord établi en tant que dominion semi-autonome puis promu à l'indépendance telle que définie par le Statut de Westminster de 1931, le gouverneur général doit toujours être nommé uniquement sur l'avis du Cabinet du Tanganyika sans la participation du gouvernement britannique. Comme le Tanganyika devient une république avant que Richard Turnbull, l'ancien gouverneur colonial, ne soit remplacé, cela ne s'est jamais produit. En cas de vacance, le juge en chef aurait servi d'officier administrant le gouvernement.
| No | Portrait             | Titulaire                        | Mandat          | Mandat          | Mandat | Monarque     | Premiers ministres |
| No | Portrait             | Titulaire                        | Début           | Fin             | Durée  | Monarque     | Premiers ministres |
| -- | -------------------- | -------------------------------- | --------------- | --------------- | ------ | ------------ | ------------------ |
| 1  | Sir Richard Turnbull | Sir Richard Turnbull (1909-1998) | 9 décembre 1961 | 9 décembre 1962 | 1 an   | Élisabeth II | Nyerere Kawawa     |

## République (depuis 1962)
En vertu de la Constitution de 1964 — la première constitution de la république unie de Tanzanie — le président remplace le président du Tanganyika et le président de Zanzibar en tant que chef de l'État. Le président est élu par référendum de confirmation pour un mandat de cinq ans, après sa désignation par le collège électoral du TANU/CCM. Après le rétablissement du multipartisme en 1992, les premières élections concurrentielles sont introduites en 1995, le président est alors élu au scrutin uninominal majoritaire à un tour. En cas de vacance, le vice-président devient président pour le reste du mandat.

### République du Tanganyika (1962-1964)
| No | Portrait       | Titulaire                  | Élection | Mandat          | Mandat          | Mandat                    | Parti politique | Parti politique |
| No | Portrait       | Titulaire                  | Élection | Début           | Fin             | Durée                     | Parti politique | Parti politique |
| -- | -------------- | -------------------------- | -------- | --------------- | --------------- | ------------------------- | --------------- | --------------- |
| 1  | Julius Nyerere | Julius Nyerere (1922-1999) | 1962     | 9 décembre 1962 | 29 octobre 1964 | 1 an, 10 mois et 20 jours |                 | TANU            |

### République unie de Tanzanie (depuis 1964)
| No | Portrait          | Titulaire                     | Élection            | Mandat            | Mandat                          | Mandat                     | Parti politique | Parti politique      | Premiers ministres                 |
| No | Portrait          | Titulaire                     | Élection            | Début             | Fin                             | Durée                      | Parti politique | Parti politique      | Premiers ministres                 |
| -- | ----------------- | ----------------------------- | ------------------- | ----------------- | ------------------------------- | -------------------------- | --------------- | -------------------- | ---------------------------------- |
| 1  | Julius Nyerere    | Julius Nyerere (1922-1999)    | 1965 1970 1975 1980 | 1er novembre 1964 | 5 novembre 1985                 | 21 ans et 4 jours          |                 | TANU (jusqu'en 1977) | Kawawa Sokoine Msuya Sokoine Salim |
| 1  | Julius Nyerere    | Julius Nyerere (1922-1999)    | 1965 1970 1975 1980 | 1er novembre 1964 | 5 novembre 1985                 | 21 ans et 4 jours          | CCM             |                      | Kawawa Sokoine Msuya Sokoine Salim |
| 2  | Ali Hassan Mwinyi | Ali Hassan Mwinyi (1925-2024) | 1985 1990           | 5 novembre 1985   | 23 novembre 1995                | 10 ans et 18 jours         |                 | CCM                  | Warioba Malecela Msuya             |
| 3  | Benjamin Mkapa    | Benjamin Mkapa (1938-2020)    | 1995 2000           | 23 novembre 1995  | 21 décembre 2005                | 10 ans et 28 jours         |                 | CCM                  | Msuya Sumaye                       |
| 4  | Jakaya Kikwete    | Jakaya Kikwete (né en 1950)   | 2005 2010           | 21 décembre 2005  | 5 novembre 2015                 | 9 ans, 10 mois et 15 jours |                 | CCM                  | Sumaye Lowassa Pinda               |
| 5  | John Magufuli     | John Magufuli (1959-2021)     | 2015 2020           | 5 novembre 2015   | 17 mars 2021 (mort en fonction) | 5 ans, 4 mois et 12 jours  |                 | CCM                  | Majaliwa                           |
| 6  | Samia Suluhu      | Samia Suluhu (née en 1960)    | —                   | 19 mars 2021      | en cours                        | 3 ans, 11 mois et 18 jours |                 | CCM                  | Majaliwa                           |

## Drapeaux

Drapeau du gouverneur général.
Drapeau du président.